# British Ornithologists' Club
Le British Ornithologists' Club (BOC), fondé en 1892, veut promouvoir les relations entre les ornithologues, la diffusion des informations et publie un journal, un Bulletin. Il se spécialise particulièrement sur la taxinomie et la biogéographie aviennes.
Le club voit le jour le 5 octobre 1892 à la suite d'une réunion de quinze personnes. Philip Lutley Sclater (1829-1913) devient son premier président tandis que Richard Bowdler Sharpe (1847-1909) devient l'éditeur de son Bulletin.

## Présidents
| Identité                                     | Période | Période | Durée  |
| Identité                                     | Début   | Fin     | Durée  |
| -------------------------------------------- | ------- | ------- | ------ |
| Philip Lutley Sclater (1829 - 1913)          | 1892    | 1913    | 21 ans |
| Lionel Walter Rothschild (1868 - 1937)       | 1913    | 1918    | 5 ans  |
| William Lutley Sclater (1863 - 1944)         | 1918    | 1924    | 6 ans  |
| Henry Witherby (1873 - 1943)                 | 1924    | 1927    | 3 ans  |
| Percy Roycroft Lowe (1870 - 1948)            | 1927    | 1930    | 3 ans  |
| Stanley Smyth Flower (1871 - 1946)           | 1930    | 1932    | 2 ans  |
| David Armitage Bannerman (1886 - 1979)       | 1932    | 1935    | 3 ans  |
| Gregory Macalister Mathews (1876 - 1949)     | 1935    | 1938    | 3 ans  |
| Arthur Landsborough Thomson (1890 - 1977)    | 1938    | 1943    | 5 ans  |
| David Seth-Smith (en) (1875 - 1963)          | 1943    | 1946    | 3 ans  |
| James Maurice Harrison (en) (1892 - 1971)    | 1946    | 1950    | 4 ans  |
| Philip Manson-Bahr (en) (1881 - 1966)        | 1950    | 1953    | 3 ans  |
| Richard Meinertzhagen (1878 - 1967)          | 1953    | 1956    | 3 ans  |
| Cyril Mackworth-Praed (en) (1891 - 1974)     | 1956    | 1959    | 3 ans  |
| Charles Robert Senhouse Pitman (1890 - 1975) | 1959    | 1962    | 3 ans  |
| Charles Brian Wainwright (en) (1893 - 1968)  | 1962    | 1965    | 3 ans  |
| Richard Fitter (1913 - 2005)                 | 1965    | 1968    | 3 ans  |
| James F. Monk (d) (1915 - 2014)              | 1968    | 1971    | 3 ans  |
| Hugh Elliott (1913 - 1989)                   | 1971    | 1974    | 3 ans  |
| John Hamel Elgood (en) (1909 - 1998)         | 1974    | 1977    | 3 ans  |
| P. Hogg (d)                                  | 1977    | 1980    | 3 ans  |
| D. R. Calder (d)                             | 1980    | 1983    | 3 ans  |
| Bruce Gray (d) (né en 1939)                  | 1983    | 1986    | 3 ans  |
| Geoffrey K. McCulloch (d) (1910 - 2004)      | 1986    | 1989    | 3 ans  |
| R.E.F. PEAL (d)                              | 1989    | 1993    | 4 ans  |
| D. GRIFFIN (d)                               | 1993    | 1997    | 4 ans  |
| Tom Gladwin (d)                              | 1997    | 2001    | 4 ans  |
| Clive F. Mann (d) (1942 - 2022)              | 2001    | 2005    | 4 ans  |
| Michael Casement (d)                         | 2005    | 2009    | 4 ans  |
| Helen Baker (d) (née en 1944)                | 2009    | 2013    | 4 ans  |